# 9030 Othryoneus
A 9030 Othryoneus (ideiglenes jelöléssel (9030) 1989 UX5) egy kisbolygó a Naprendszerben. Schelte J. Bus fedezte fel 1989. október 30-án.